# Maculobates longiporosus
Maculobates longiporosus är en kvalsterart som beskrevs av Hammer 1962. Maculobates longiporosus ingår i släktet Maculobates och familjen Liebstadiidae. Inga underarter finns listade i Catalogue of Life.